# 21394 Justinbecker
21394 Justinbecker este un asteroid din centura principală de asteroizi.

## Descriere
21394 Justinbecker este un asteroid din centura principală de asteroizi. A fost descoperit pe 20 martie 1998 la Socorro, New Mexico, în cadrul proiectului LINEAR. Asteroidul prezintă o orbită caracterizată de o semiaxă mare de 2,20 ua, o excentricitate de 0,18 și o înclinație de 5,8° în raport cu ecliptica.